# 크리스핀 라이트
크리스핀 제임스 거스 라이트(1942 12월 21일 ~ )는 영국의 철학자로, 신논리주의 수학의 철학, 비트겐슈타인의 후기 철학, 그리고 진리, 실재론, 회의론, 지식 및 객관성의 문제에 대해 썼다. 그는 뉴욕 대학교 철학 교수이자 스털링 대학교 철학 연구 교수이며, 이전에는 세인트 앤드류 대학교, 애버딘 대학교, 프린스턴 대학교 및 미시간 대학교에서 가르쳤다.

## 삶과 경력
라이트는 서리에서 태어나 버켄 헤드 스쿨(1950–61)과 케임브리지의 트리니티 칼리지에서 1964년 졸업하고 1968년에 박사 학위를 취득했다. 그는 세인트 앤드류 대학교로 옮겨 1997년 논리 및 형이상학 교수로 임명 된 후 첫 번째 주교 와드로 대학교 교수로 임명되었다. 2008년 가을 뉴욕 대학교 (NYU) 교수이다. 또한 미시간 대학교, 옥스포드 대학교, 컬럼비아 대학교 및 프린스턴 대학교에서 강의했다.

## 철학적 작업
수학 철학에서, 그는 자신의 저서 Frege 's Conception of Numbers as Objects (1983) 로 가장 잘 알려져 있으며, 여기 무제한적 분류 공리꼴(때로는 기본 법칙 V라고도 불린다)을 제거함으로써 프레게의 논리주의 프로젝트를 부활시킬 수 있다고 라이트는 그의 빈번한 공동 작업자 밥 헤일과 함께 신논리주의의 주요 지지자 중 하나이다. 그는 또한 Wittgenstein and the Foundations of Mathematics (1980)를 썼다.
일반적인 형이상학에서 그의 가장 중요한 작품은 《진리과 객관성》이다. (Harvard University Press, 1992) 그는이 책에서 진리가 구성되는 단일 담론 불변의 것이 필요하지 않다고 주장한다.